# Joseph Fesch

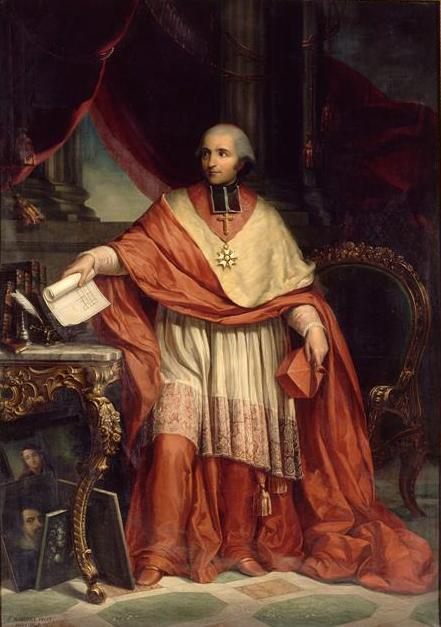
Kardinal Joseph Fesch Gemälde von Jérôme Maglioli (Mitte 19. Jh.). Feschs Unterschrift:

Wappen von Kardinal Fesch

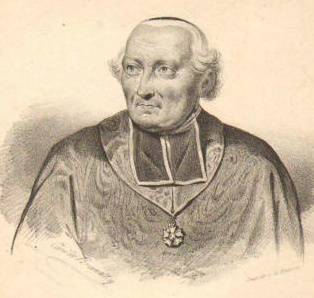
Joseph Kardinal Fesch, zeitgenössischer Stich, um 1830

Joseph Fesch (* 3. Januar 1763 in Ajaccio auf Korsika; † 13. Mai 1839 in Rom) war ein französischer Geistlicher, Halbonkel Napoléon Bonapartes,  Erzbischof von Lyon und Kardinal.

## Leben
Die Eltern Joseph Feschs waren Franz Faesch (1723–1775), Kapitän eines im Dienste der Republik Genua stehenden Schweizerregiments, und Angela Maria Pietrasanta (1725–1790), die dieser 1757 geheiratet hatte. Angela Maria war die Witwe des Korsen Giovanni Geronimo Ramolino und brachte aus dieser Ehe die siebenjährige Tochter Letizia Ramolino mit in die Ehe, die später die Mutter Napoléon Bonapartes wurde. Damit war Joseph Fesch ein Halbonkel des späteren französischen Kaisers.
Fesch schlug eine geistliche Laufbahn ein und empfing 1785 die Priesterweihe. Wie die Mehrheit der Korsen lehnte er die Maßnahmen der Französischen Revolution ab und protestierte im Juli 1790 insbesondere gegen die Einführung der französischen Zivilverfassung des Klerus auf Korsika. 1791, nach dem Tod Luciano Buonapartes, folgte er diesem sowohl als Erzdiakon von Ajaccio als auch als Patron der Familie Bonaparte nach, musste sich aber nach der Aufhebung religiöser Orden ins Privatleben zurückziehen.
Fesch fand sich im Gegensatz zu Pascal Paolis pro-britischer Politik wieder und musste mit seiner Halbschwester Korsika verlassen. In Südfrankreich schlossen sie sich Napoléon Bonaparte an und gelangten mit ihm im Herbst 1793 nach Toulon. Da Fesch keinen geistlichen Posten finden konnte – es war die Zeit des Großen Terrors – übernahm er verschiedene Positionen in der Verwaltung, unter anderem bei Montesquious Armee in Savoyen. 1796 erhielt er beim ersten italienischen Feldzug seines Neffen Bonaparte eine Anstellung als Kriegskommissar, musste aber infolge vieler gegen ihn laut gewordener Klagen, dass er geplündert, namentlich Gemälde geraubt habe, dies Amt bald wieder niederlegen.
Der Staatsstreich Napoleons im November 1799 ließ Feschs Aussichten wieder steigen. Nach dem 1801 mit Kardinal Ercole Consalvi ausgehandelten und von Papst Pius VII. gebilligten Konkordat kehrte er zu geistlichen Tätigkeiten zurück. Jacques-André Émery vermittelte seine Rückkehr in die volle Gemeinschaft mit Rom. Fesch wurde Domkanonikus in Bastia und am 4. August 1802 aufgrund der Berufung durch seinen Neffen, den Ersten Konsul Napoléon Bonaparte, und mit Bestätigung des Papstes, Erzbischof von Lyon. Die Bischofsweihe erfolgte am 15. August 1802 in der Kathedrale Notre-Dame de Paris durch Kardinal Giovanni Battista Caprara, Mitkonsekratoren waren Étienne Bernier, Bischof von Orléans, und Louis Sebastiani, Bischof von Ajaccio. Am 2. Januar 1803 nahm Fesch das Erzbistum Lyon in Besitz.
Papst Pius VII. ernannte ihn im Konsistorium vom 17. Januar 1803 zum Kardinalpriester. Am 4. April 1803 zum französischen Gesandten am päpstlichen Hof ernannt, erreichte er Rom am 2. Juli desselben Jahres und nahm vom Papst am 7. Juli den Kardinalshut sowie am 11. Juli die Titelkirche Santa Maria della Vittoria entgegen. 1804 begleitete er den Papst zur Krönung Napoleons I. nach Paris und assistierte am Abend vor der Krönung bei der kirchlichen Trauung Napoleons und Joséphines.
1805 erhielt Fesch von Napoleon die Funktion des Großalmoseniers des Kaiserreiches (grand aumônier de l’Empire) übertragen, die in der Tradition des bereits im Ancien Régime existierenden Amtes des Großalmoseniers von Frankreich stand, ferner wurde er zum comte de l’Empire in der Noblesse impériale erhoben und erhielt das Amt eines Senators. 1806 wurde Fesch zum Koadjutor und Nachfolger des Fürstprimas Dalberg gewählt. Er präsidierte 1810 zu Paris einem Konzil des französischen Klerus und sprach sich auf demselben so entschieden für den Papst und gegen dessen Behandlung durch Napoleon aus, dass er fortan zu Lyon in einer Art Verbannung leben musste. Am 31. Januar 1809 wurde er für den Erzbischofssitz von Paris nominiert und im Februar desselben Jahres vom Domkapitel mit den Vollmachten eines Kapitularvikars ausgestattet, doch er lehnte ab, da der Heilige Stuhl der Vereinigung zweier Metropolitansitze in Personalunion sicherlich nicht zugestimmt hätte und er damit keine nach kanonischem Recht gültige Investitur erhalten hätte.
Beim Herannahen der Österreicher (1814) floh er mit seiner Halbschwester Laetitia, der Mutter des Kaisers, nach Rom, wurde nach Napoleons I. Rückkehr Pair von Frankreich, kehrte aber nach der Schlacht von Waterloo nach Rom zurück und lebte hier in völliger Zurückgezogenheit den Künsten und Wissenschaften. Das Ansinnen der französischen Regierung, auf sein Erzbistum Lyon zu verzichten, wies er entschieden zurück, wenn er auch faktisch sein Amt nicht ausübte; die Amtsgeschäfte führten die Generalvikare, obwohl Kardinal Fesch einen Koadjutor akzeptiert hätte. Er sorgte ab 1819 für den Erhalt einer römisch-katholischen Seelsorge auf St. Helena, wohin sein Neffe verbannt worden war.
1822 optierte er auf die Titelkirche San Lorenzo in Lucina. Kardinal Fesch nahm jeweils 1823, 1829 und 1830–1831 am Konklave teil. 1837 wurde er als dienstältester Kardinalpriester Kardinalprotopriester.
Er starb am 13. Mai 1839 an Magenkrebs und wurde zunächst in Corneto neben seiner Halbschwester Letizia, der Mutter Napoléon Bonapartes, bestattet. Im Jahr 1851 wurden ihrer beide Leichname, den Testamenten entsprechend, nach Ajaccio überführt und dort 1860 in der Krypta der Kapelle des Palais Fesch beigesetzt. Vor dem Palais wurde für ihn das Fesch-Denkmal gesetzt.
Seine weltberühmte Gemäldesammlung, die etwa 20.000 Bilder gezählt haben soll, wurde nach seinem Tod nach und nach versteigert und der Erlös zu Familienstipendien verwendet. Mehr als tausend dieser Gemälde befinden sich im Musée Fesch in Ajaccio.